# ابتسم من فضلك (كتاب)
ابتسم من فضلك. كتاب للكاتب الساخر محمد عفيفي، ولد محمد عفيفي 25 فبراير 1922، وحاصل علي ليسانس حقوق 1943، ودبلوم صحافة 1945. بدا عفيفي رحلتة الصحفية بإصدارة مجلة القصة ولكن لم تستمر طويلا، ثم كتب في مجلة اضحك، ثم أصبح محرر في مجلة آخر ساعة وانتقل إلى أخبار اليوم عندما انتقلت ملكية المجلة لأخبار اليوم. كان عفيفي أحد أفراد شلة الحرافيش التي كونها نجيب محفوظ في الأربعينيات. أصدر عفيفي العديد من المؤلفات التي كان من بينها القصة والرواية والمسرحية. منها شلة الحرافيش، وفنتازيا فرعونية، وترانيم في ظل تماراوغيرهم.ابتسم من فضلك هو أحد مؤلفات محمد عفيفي. في مقدمة هذا الكتاب هناك نبذات صغيرة عن أعمال عفيفي مثل التفاحة والجمجمة الذي يصور النزاع علي السلطة وأن السلطة تكون في يد من يحمل السلاح. وأيضًا نبذة عن كتاب بنت اسمها مرمرالذي يجسد طموح بنت مصرية للتعليم، ورغبتها في التخلص من القيود التي فرضها عليها مجتمعها

## فضيحة في الترام
يتناول المقال محادثة بين الكاتب وبين أحد زبائن القهوة الذي لا يتوقف عن شرب البيرة. حيث يبدا الرجل في رواية مشكلتة التي وقع فيها في ترماي 30 حيث كانت يدة تلامس يد فتاة في وسط زحام ترماي 30  وإذا بصوت يصيح بة قائلا: سيب ايد البنت يا قليل الحيا ! دي متجيش اد بنتك ! وظهرت الام البدينة فجاة من جوف الزحام سالتة بالحمية المناسبة اليس لة بنات أو اخوات؟ واصوات كثيرة تدخلت في المناقشة اصوات ولاد الحلال الذين اعلنوا استعدادهم للذهاب الي القسم ليشهدوا في صالح الضحية البريئة. فاخذ هذا الرجل حكم ب ست شهور فوجد نفسة في الشارع وش سجون 

## سبب التدخين
سبب التدخين هو مقال تناول فية الكاتب بعض الاسباب المؤدية للتدخين من خلال محادثة بينة وبين كائن من المريخ إذا بدا هذا الكائن في سوال الكاتب عن«الاشياء الطويلة التي تتدلي من افواهكم» فيجيبة الكاتب انها «السجائر»  ويمتد الحوار في محاولة للكائن المريخي في التعرف علي السجائر ووظيفتها. وشرح أيضا الكاتب العلاقة بين السجائر وسرطان الرئة وبينها وبين ضغط الدم وتصلب الشرايين وكيف ان كل سيجارة يدخنها الرجل تختصر من عمرة سيئا وقام الكاتب بتفسير ظاهرة السجائر حيث قال ان " أحد علمائنا واسمة سيجموند فرويد اننا ندخن لاننا كنا نرضع  " يقول العالم المذكور اعلاة ان عادة الغذاء عن طريق الامتصاص تترك في نفس الرجل مهما كبر حنينا دائما الي الثدي. ونظرا لانة من الصعب علي الرجل البالغ ان يجد مرضعة، فانة يلجا للسيجارة كبديل للثدي المفقود، أو الي البايب أو الجوزة أو الشيشة، وذلك وفقا لما ترسب في ذهنة الطفولي من انطباعات ثديية ". وقدم الكاتب أيضا تفسير آخر لفرويد عن ظاهرة التدخين وهو " ان النار رمز جنسي علي المستوي العام للذهن البشري، ومن ثم فان السبجارة المشتعلة ترضي صاحبها بما تشيعة في فمة لاشعوريا من مذاق جنسي رمزي حيث يتعذر الحصول علي الجنس الفعلي.

## لماذا ايقظتني القطة؟
هو مقال يسال فية الكاتب عن سبب ايقاظ قطتة لة. فهناك عواء منكر ترامي الي سمع الكاتب في الظلام ايقظة من احلي نومة في عز الفجر فاكتشف الكاتب ان هذا الصوت لا يتعدي كونة مواء قطتة وتحول الي هذا العواء، فلا شك من انة هناك سبب في انها تريد ان توقظة لماذا؟ هناك عدة احتمالات بالطبع ذكرها الكاتب، انه قد يكون هفها الشوق لمجالستة أو انها قد تكون جائعة تطلب الطعام  فنهض الكاتب وتبع قطتة الي كنبة في آخر الصالة، ثم زحفت علي بطنها ودخلت تحت الكنبة وإذا بيمامة صغيرة تفترسها القطة بين اسنانها  فجلس الكاتب قريب منها يفكر في تفسير لتصرف القطة. أول تفسير وثب الي ذهنة انة وفي لحظة كرم لا قططي مفاجئ كرهت ان تستاثر باليمامة ورات ان تعزمة عليها  أو ممكن جدا ان تكون تلك القطة اصيبت بحالة النرجسية المفاجاة وارادت ان ترية شطارتها في صيد اليمام 

## المانجة والطبقة الوسطي
لا يذكر الكاتب علي وجة التحديد متي بدات علاقتة بالمنجة ولكنها غالبا منذ ثلاثين سنة ان علاقة الطبقات العليا بالمنجة ذات طبيعة بسيطة واضحة، إذا يشتريها الرجل العالي بالسبت لا بالواحدة أو بالدستة. وكذلك الحال بالنسبة لطبيعة العلاقة بين المنجة والطبقات الفقيرة، إذا يعلم الرجل الفقير بوضوح ان حياتة لا مكان فيها للمنجة وانة يجب الا يفكر فيها أو يشتهيها أو يحزن لغيابها  انما يبدا التعقيد في علاقة الرجل بالمنجة إذا كان من الطبقة الوسط. بسبب انة في جيبة من الفلوس ما يمكنة من شراء المنجة، حتي الهندي منها ولكنة في الوقت نفسة يعرف ان فلوسة يدوبك علي اد اللحم والخضار، وان كل منجاية توضع إمامة علي المائدة سيقابلها نقص في عدد قطع اللحم الموجودة علي نفس المائدة  دقائق عصيبة اعيشها بين تلك الاصناف معانيا تلك المعركة النفسية التي تميز الطبقة المتوسطة، سبب ام معي من النقود ما يمكني من شراء المنجة ولكني اقول طب واللحمة؟ طب والخضار؟ طب والسجاير؟ طب والبنزين؟ طب كذا وكذامن الشياء التي تعرفها إذا كنت من الطبقة المتوسطة.

## رسالة الي ولدي
بدا الكاتب هذا المقال مرحبا بولدة قائلا ولدي العزيز: استهل كلامي بالترحيب بك علي ظهر كوكبنا الجميل المسمي الكرة الارضية. متمنيا لك حياة سعيدة مديدة، ومنتهزا هذه الفرصة لكس الفت نظرك لبعض المتاعب التي ستعرض في حياتك وتعكر صفوك بين الحين والحين، ونبدا بالمتاعب الجسمية. بعد ستة أشهر لا غير ستفاجئ يا ولدي باول اوجاعك الجسمية وهو ما نسميه بالتسنين. ثمة وجع آخر ينتظرك حتما يا ولدي في شكل سخونة تعتريك وتستدعي حبسك في الفراش لا تاكل الا الزبادي يومين أو ثلاثة قبل ان تنتشر علي جسمك تلك النقط الحمراء الصغيرة التي نسميها بالحصبة وهذا مرض خفيف لا عيب فية. وأيضا في ذات ليلة لا يمكن تحديدها يا ولدي ستصحو على وجع مفاجئ في جنبك الأيمن فتفزع وتظنة امرا خطيراو لكن ابدا. انة ليس الا المصران الاعور، تلك الزائدة المتخلفة في جوفك من أيام اجدادك، وهي تستاصل بسهولة بعد إجراء بسيط لا يتعدي فتح بطنك. تلك هي الاوجاع التي استطيع أن اضمنها لك.

### الجانب التربوي
يدعو الكاتب ولدة ان يذهب معة الي بعض الكلمات التي سيسمعها من اليوم الذي سيتعلم فية الكلام قائلا علي رأسها كلمة صغيرة من حرفين اسمها كخ. انها كلمة صغيرة ولكنها ربما سببت لك بعض الإزعاج بسبب انها لا تقال لك إلا عندما تريد ان تقوم بعمل لذيذ. وفي المقابل لتلك الكلمة المزعجة ستسمع كلمة أخرى لطيفة وهي كلمة دح. تلك الكلمة التي سنقولها لك كلما اديت عملا طيبا نافعا.

### الجانب الثقافي
و من الاشياء التي ستصادفك وتبدو لك في شكل متاعب لانك مازلت صغيرا حكاية انك في الوقت الذي تريد فية ان تلعب سنريد نحن ان تتعلم وتتثقف وذلك بان تذهب الي المدرسة. وفي المدرسة ستتعلم اشياء قد تبدو لك تافهة ولكنها في الحقيقة هامة بالنسبة للرجل العصري.

### الجانب الخلاقي
يتناول الكاتب في هذا الجانب مع ابنة المشاعر الغريبة التي ستداهمة في سن الخامسة عشر وهو ان بنت الجيران حلوة قوي ويغريك ان تترك دروسك وو تقف في الشباك لتعاكسها فاذا بصفعة تنزل علي قفاك من يدي وانا اقول لك عيب يا ولد فتكتب لها رسالة غرامية تلك الرسالة التي تقع في يدي فامزقها واقول لك عيب يا ولد فيبدا نقاش بيني وبينك حول انك تحبها وانا اجاوبك بالرفض وسببي «هو كدة» ثم انثني نحوك قائلا وقد وضعت علي كتفك يد الحكمة الابوية شوف يا ابني الواحد لما يحب بنت لازم يتجوزها  وإذا حبيتها من غير جواز ابوها ح يزعل وإذا زعل ح يضربك وإذا ضربك ح تشتكيلي وإذا اشتكتلي ح اتخانق معاة وإذا اتخانقت معاة اما اضربة واروح القسم واما انة ضربني واروح المستشفي واظن دة ميخلصكشي 

### البقاء للة
انك يا ولدي ستاخذ الشهادة وتتوظف وينتهي دوري في تعكير صفو حياتك وشئ واحد ربما ذرفت لة الدموع بنسبة أكبر من المعتاد في الايام العادية وهو عند وصول خبر وفاتي لك لا مانع من ان تبكي علي شرط الا تسرف في البكاء ولا مانع ان تحس بتانيب الضمير ولكن لا تدع هذه المشاعر تستبد بك هي الأخرى  هذه يا ولدي عينة من المتاعب التي ستصادفك في حياتك وهي كما تري اهون بكثير من ان تستحق التشاؤم فسوف تنتصر عليها كما انتصرت انا 

## زواج الفلاسفة
يتناول الكاتب في هذا المقال القيمة الفلسفية لكل من بول سارترو سيمون دي بوفوار فهو يعتقد انهم يختلفان عن سائر الفلاسفة وذلك لانهم يملكان من الشجاعة ما يمكنهما من ان يعيشا فلسفتهما الكاتب بالطبع لا يحيط بكل التفصيلات عن اسلوبهما في الحياةو لكن حسب ما يعرفة عنهم انهما رفضا فكرة الزواج التقليددية وعاشا صديقين أكثر من اربعين عاما أي انهما مارسا الزواج في صورتة التي يؤمنون بها وفقا لفلسفتهما  فهم رفضوا فكرة عش الزوجية وقررا ان يعيش كل منهما في بيت خاص ليمارس فية حياتة الخاصة يتقابلوا كدة كل ما يستوحشوا بعض  وفي لحظة شوق الي تلك الحرية الشخصية في ظل ذلك الزواج الثقافي قلت لزوجتي اني اريد ان اقيم في منزل منفصل ورفضت زوجتي هذا واخذت اشرح لها اني لا اكرها واني سامر عليهم كل يوم والثاني ولكن لم تقتنع  فجلس الكاتب يتخيل حياتة إذا كان يعيش في منزل لوحدة لا أحد يسالة اين ذهبت أو متي اعود ولا هات معاك زبادي للفتة ولا فوت علي الترزي شوف بدل العيال ولا اقطع لنا تذاكر سينما ولا احجز لنا في البالون  واخذ الكاتب يجلس ويتخيل مرددا كلمات وحدي ! وحدي ! سمكة في الماء وطائر في الهواء وحدي 

## سلطان الزمان
انا ملك الملوك ! انا سلطان زماني ! انا كوكو ! هذه كلمات يقولها صاحب الجلالة الديك كوكو يقولها بعرفة الكبير الأحمر الذي يتلاعب فوق راسة كالعلم  هذا الكائن ليس عندة أي فكرة عن الغاية من وجودة حقا ولا يفكر في هذا الأمر بتاتا بل انة اغلب الظن يحتضن فكرة خاطئة كل الخطا عن الغاية من وجودة وهي ان ياكل ويشرب كثيرا وان يمرح وسط حريمة لكي ينجب منهم كثير من الكائنات المغرورة مثلة التي تخلد ذكرة في الدنيا بصفتة ملك الملوك وسلطان الزمان  لم يخطر ببالة مرة واحدة انني اطعمة واسمنة لكي اكلة فبعد كل هذه الآلاف من السنين التي تذبح فيها الديوك بيد الإنسان اليس غريبا بعد أن ديك واحد لم يكتشف ان الغاية من وجودة هي الذبح  لكني اعتقد انة بالنسبة للديوك بالذات جدير بي ان اساعدها علي تنمية هذا الغرور اليست ستستقر في بطني؟ وما دام في نيتي ان اكل هذا الديك فلماذا لا اسمح لة بعام من الغرور والسلطنة 

## كيف تستمتع بالملوخية
يعبر الكاتب في هذا المقال عن اهمية اكلة الملوخية بالنسبة لة وكيف انها تعتبر من أهم مناسبات حياتة فالكاتب يتوخي مغادرة البيت يوم طبخ الملوخية حتي يحضر الحكاية من البداية للنهاية ولا يفوتة شئ من التفصيلات الممتعة اولا تتحول الكتلة الكبيرة الخضراء الي عيدان منفردة ومن عيدان الي اوراق ثم تبدا مرحلة الاستمتاع الصوتي تلك المرحلة التي تبدا بالطبع بصوت المخرطة وهي تعمل بالتخريط في الاوراق محولة اياها الي تلك العجينة اللينة الجميلة الخضراء  ثم مرحلة تفصيص رأس الثوم توطئة لان تضاف إليها الكسبرة والان تسمع اذني واحد من أجمل اصوات يوم الملوخية وهو صوت دقات الهون  ثم تظهر رائحة التقلية حين يتم اللقاء السعيد بين كل من السمن الذي في الطاسة والمزيج المبارك للثوم والكسبرة  ثم عندما تضاف التقلية الي الملوخية وتصرخ الحلة قائلة طش صوت يهز اعماق نفسي بشدة اشبة شئ بتلك الطرقات العنيفة التي تعلن ان السيمفونية قد وصلت الي احدي الذروات الدرامية الحامية  وقد يدهشك بعد كل هذه الهيصة انني لا اكل من الملوخية أكثر من ملعقة أو اثنين  فاستمتاعي بالملوخية كما تري ليس استمتاعا باكلة بقدر ما هو استمتاع بالطقوس المصاحبة لطهوها أي انة استمتاع روحي 

## دعوة الي الريف
يبدا الكاتب هذه المقالة بدعوتة للقارئ لو انة يشرفة بالزيارة ويتمشي معة الي آخر شارعة حيث يقيم في الهرم قائلا ستقابلك ترعة صغيرة لست اشك في انها ستعجبك بصفي الاشجار التي تنمو علي شاطئيها وترسل اغصانها متدلية تداعب الماء في حنان وعندي لك منظرا آخر أكثر جمالا بعد أن تعبر الترعة علي هذا الجسر الخشبي الصغير وتسير علي الضفة الأخرى خطوتين. الحقول الخضراء المنبسطة الي مدي الشوف لن انسي فرحتي يوم اكتشفت وجودها بالقرب من بيتي لأول مرة طبعا كنت قد رايت الحقول قبل ذلك ولكنها كانت دائما خضرة بعيدة مهتزة علي ضجيج قطار مسرع أو من نافذة سيارة تستغرقني قيادتها اما هنا فالوضع يختلف امام هذه الحقول الثابتة المستقرة الوادعة هذا البساط السحري الذي اعتذر عن وصفة بانة سندس اخضر حيث انة لا انا ولا أنت راينا في حياتنا سندساية واحدة الخضرة الزاهية التي تشرح الصدر النظيفة تغسل الروح فسيحة مترامية يمرح البصر فيها بحرية غير ذات حدود فالبصر في المدينة اشبة شئ بالكلب المربوط وسط الزحام الخانق والاف السدود من الطوب والاسمنت اما هنا فقد حان لة ان ينطلق ويبرطع ما شاءت لة البرطعة في الابعاد الخضراء مثل الكلب الذي اطلقة ليلوش علي الشاطئ في أحد الإلامة ان كنت تذكر هذه الامور

## سبب السخرية
بدا الكاتب مقالة بتسالة عن سبب السخرية قائلا كثيرا ما تسائلت وسئلت عن السبب الذي اميل من اجلة الي السخرية ولماذا لا اعيش مثل غيري من الناس في رضاء بما حولي من المسلمات وادعا هادئا مطمئنا في ظلال الوراقة لشجرة الاجابات الجاهزة. وبشئ من التفكير وجدت ان هذا المزاج الساخر القلق كان شئ لا مفر منة وكان نوعا من رد الفعل الطبيعي لسنوات من طفولتي وشبابي تلك السنوات التي قضيتها وانا أكثر الناس هدوءا واطمئنانا ورضاء بما حولي من المسلمات والاجابات الجاهزة  قضي الكاتب طفولتة مصدقا ومسلما لكل ما تروية لة أمة حتي دخل الي المدرسة فصدم بواقع ينافي تماما ما سلم بة وصدقة أيام طفولتة وأيضا كان الكاتب يسلم بكلام معلمية ومدرستة حتي شرع في القراءة ووجد أن الكثير من ما سلم بة غير واقعي وغير ذلك من قصص كثيرة تناولها الكاتب في مقالتة وختم الكاتب المقال قائلا: بعد كل هذا كان غريبا بعض الشئ لو انني لم اجنح الي السخرية ولو انني لم افعل لوجب عرضي للفور علي طبيب نفسي فلقد رايت ماذا صنع العلم بما حوصرت بة ذات يوم من أنواع المسلمات سواء في البيت أو في المدرسة وإذا كنا قد بدانا هذا الكلام بالبحث عن سبب للسخرية فيخيل الي الآن انة كان من الاصح ان نبدا بالبحث عن سبب لعدم السخرية 

## لماذا كرة البنج بونج؟
يبدو ان نزعة العبث واللامعقول قد بدات ان تتطرق الي آخر مكان يتوقعة الإنسان الا وهو النكت التي يتداولها صغار التلاميذ في مراحل الدراسة الاولي واليك علي سبيل المثال هذه النكتة التي رواها ولدي الذي في ابتدائي نقلا عن اخية الذي في المرحلة الإعدادية والتي في الحقيقة ليست نكتة بقدر ما هي ماساة تجسم لك احساس العبث والضياع الذي يبدو وانة انتقل من الرجل الي الطفل المعاصر  وبدات النكتة في سؤال الأب لابنة الذي في الصف الأول الابتدائي اجيب لك اية إذا نجحت في الامتحان فاجابة الولد كرة بنج بونج ونجح الطفل فاحضر لة والدة كرة البنج بونج واستمر الطفل طوال مراحل تعليمة من الصف الأول الابتدائي الي نهاية تعليمة في الجامعة بطلب كورة البنج بونج كل عام يرقمها بترتيب العام الدراسي الذي انجزة حتي ذهب الولد الي الكلية ذات صباح لكي يتسلم شهادة الليسانس وفي الكلية خرج وفي يدة الشهادة التي بسطها بين يدية وراح يراجعها وهو يعبر الطريق كما يحدث في مثل هذه الظروف دوي في الطريق صوت فرملة حادة عنيفة وتجمع المارة حول الشاب التي صدمتة السيارة وهو الآن بين الحياة والموت  وهنا الولد يقول لابية انا عارف يا بابا اني عذبتك معايا بحكاية كورة البنج بونج وعشان كدة هقولك علي سرها  ولكن الابن لم يكمل وإذا شهق شهقة مفاجاة ثم مال راسة علي كتفة وإذا فارق الحياة مات الشاب ودفن معة سر كرات البنج بونج  ويختم الولد -ولدي انا- حكايتة بضحكة تناسب الفكرة التي عندة من انة قد حكي نكتة وكان الله في عون جيل تضافر علية من الظروف ما جعلة يستطيع أن يخرج ضحكة في مثل هذه القصة العبثية الفاجعة 

## لماذا احب نفرتيتي؟
ناظرا الي ذلك التمثال الرائع لراس نفرتيتي اشعر بحسد شديد للوغد الذي صاغتة يداة لا لعبقريتة الفذة فحسب وانما للمتعة النادرة التي لا بد انة تمرغ فيها طوال المدة التي استغرقها صنع التمثال. فلو انني كنت مكانة لعملت حسابي علي الا تنتهي تلك المدة ابدا واقطع ذراعي ان قامت نفرتيتي من امامي قبل عام كامل علي الاقل ! اذن تخيل الحلوة وقد جلست امامي في جلال هادئ علي خلفية موسيقية مطربة وانا اتامل وجهها الجميل الحزين اتفحصة والتهمة وانهشة بتلك الحرية الوقحة التي لا يمكن أن تسمح بها الانثي لعين غير عين فنان  فمن حقي بل من واجبي ان اتشرب هذا الوجة الي اعماق روحي والا فكيف انجح في ان انطق بة تلك الكتلة الصماء من الحجر الجيري ؟ وما من شك في ان نظراتي سوف تنحدر بين حين واخر الي مناطق من جسم السيدة لا يبررها نحت تمثال لراسها متجولا بعين الفنان الذواقة بين الكنوز الملكية الرابضة خلف الفستان الشفاف الذي تميزت بة كافة الفرعونيات الشيك  فهي متعة كما قلنا نادرة ويبدا الفنان هنا رحلة نحتة لتمثال مولاتة نفرتيتي مبرزا لكل ما في وجهها من مفاتن جمال وياتي من حين لاخر أخناتون بكتفية المنحدرتين وكرشة المنتفخ وفخذية الغليظتين يدخل علينا سارحا متمهلا وفي يدة بردي وقلم لكي ياخذ راي زوجتة وحبيبتة فيما هو عاكف علي كتابتة من الاشعار الدينية  وتستمر هذه القصة طويلا حتي نهاية نحت التمثال وكان يبدو ان هذا الفنان لا يريد انهائة حتي لا ينقطع لقائة بمولاتة الفاتنة.